# Даманоподібні
Даманоподібні (Hyracoidea) — невеликі, травоїдні ссавці, що розглядаються як сестринська група хоботних.
Ряд включає дві родини: викопних Pliohyracidae («пліогірациди») та переважно сучасних Procaviidae (даманових).

## Походження даманів
Найдавніші викопні останки даманів відносяться до пізнього еоцену (40 млн років тому). Впродовж багатьох мільйонів років предки даманів були основними наземними травоїдними в Африці, поки в міоцені конкуренція з порожнисторогими не витіснила їх з колишньої екологічної ніші. Проте, дамани ще тривалий час залишалися численним і широко поширеним рядом, в пліоцені населяючи велику частину Африки, Азії й Південної Європи.
Філогенетично сучасні дамани найближчі до хоботних, з якими у них багато схожих рис в будові зубів, скелета і плаценти.
Існує думка, що «зайці», що згадуються в Біблії, позначені словом «шафан» (shaphan), насправді були даманами. Здалеку вони дійсно нагадують великих кроликів. З івриту це слово перейшло в мову фінікійців, які, мабуть, помилково прийняли кроликів Іберійського півострова за даманів, давши країні назву «I-shapan-im», Берег Даманів. Пізніше від цієї назви утворилося латинське Hispania і сучасне «Іспанія». Сама ж назва «даман» — арабського походження і в буквальному перекладі означає «баран».

## Класифікація

### Вимерлі роди та види
- Pliohyracidae
  - Geniohyinae
    - Seggeurius
    - Geniohyus

  - Saghatheriinae
    - Microhyrax
    - Meroehyrax
    - Selenohyrax
    - Bunohyrax
    - Pachyhyrax
    - Megalohyrax
    - Saghatherium
    - Thyrohyrax

  - Titanohyracinae
    - Antilohyrax
    - Titanohyrax

  - Pliohyracinae
    - Sogdohyrax
    - Kvabebihyrax
    - Prohyrax
    - Parapliohyrax
    - Pliohyrax
    - Postschizotherium
- Procaviidae
  - Procaviinae
    - Gigantohyrax
    - Procavia (Rock hyrax)
      - Procavia antigua
      - Procavia transvaalensis

### Живі види
- Ряд Даманоподібні (Hyracoidea)
  - Родина Даманові (Procaviidae)
    - Рід Деревний даман (Dendrohyrax)
      - Dendrohyrax arboreus
      - Dendrohyrax dorsalis
      - Dendrohyrax interfluvialis
      - Dendrohyrax validus

    - Рід Гірський даман (Heterocxyrax)
      - Жовто-плямистий даман або даман Брюса (Heterohyrax brucei)

    - Рід Даман (Procavia)
      - Даман капський (Procavia capensis)